# Tatjana Plevnik
Tatjana Plevnik, pedagoginja in pisateljica, * 1951, Ljubljana.

## Življenjepis
Študirala je socialno dela na VŠSD in pedagogiko na Univerzi v Ljubljani, Filozofski fakulteti, delala je na Radiu Študent, Centru za razvoj univerze v Ljubljani in ministrstvu za šolstvo. Upokojila se je leta 2010. Zdaj deluje kot mentorica in pisateljica. Vodi delavnice za ustvarjalno pisanje pri JSKD in Modri fakulteti Univerze v Ljubljani. Leta 2022 je izšel njen literarni prvenec, zbirka kratkih zgodb z naslovom Vabe. Leta 2023 je izšel njen literarni priročnik Pišmeuk, prišepnica za kreativno pisanje, katerega urednica je Suzana Tratnik. Njene kratke zgodbe so izšle v zborniku JSKD V zavetju besede (2016), zbirki UTŽO Kolažnice (2017), antologiji Sodobnosti International Pod perutjo vesolja (2024), v reviji Literatura (2015, 2016, 2020), v reviji Življenje in tehnika (2015, 2016) in na literarnih spletnih portalih.

## Druga strokovna dela
- Plevnik, Tatjana (2006). Razvoj sistema za priznavanje neformalnega in informalno pridobljenega znanja učiteljev v poklicnem izobraževanju. COBISS.SI-ID - 228082944
- Plevnik, Tatjana; Barle Lakota, Andreja (2010). Slovenian Education System Vir: International encyclopedia of education (Str. 782-789) COBISS.SI-ID - 2080087
- Plevnik, Tatjana (2001). Dober učitelj je predvsem tisti, ki zna učenca spodbujati : zgledi vlečejo - Finska. COBISS.SI-ID - 116069376
- Plevnik, Tatjana (2004). Preizkusi znanja v obveznem izobraževanju v nekaterih evropskih državah. COBISS.SI-ID - 577148
- Plevnik, Tatjana (1993). Učitelji splošnoizobraževalnih predmetov v osnovnih in srednjih šolah v šolskem letu 1992/93 : načrtovalni, izobraževalni in zakonski pristop : diplomska naloga. COBISS.SI-ID - 26223970
- Plevnik, Tatjana (2023). Nihče se ne nauči plavati, če ne zaplava. Vir: Mentor : mesečnik za vprašanja literature in mentorstva. - ISSN 0351-367X (Letn. 44, št. 2, okt. 2023, str. 1-3). COBISS.SI-ID - 196763651
- Plevnik, Tatjana (1996). Reševanje "učiteljskih težav" v obdobju preurejanja šolstva Vir: Vzgoja in izobraževanje : revija za teoretična in praktična vprašanja vzgojno izobraževalnega dela. - ISSN 0350-5065 (27, št. 2, 1996, str. 11-13). COBISS.SI-ID - 63289088
- Plevnik, Tatjana (1996). Vseživljenjsko učiteljsko izobraževanje in usposabljanje Vir: Vzgoja in izobraževanje : revija za teoretična in praktična vprašanja vzgojno izobraževalnega dela. - ISSN 0350-5065 (27, št. 3, 1996, str. 12-14) COBISS.SI-ID - 66361856
- Plevnik, Tatjana, (1996). Učno osebje v srednjih in osnovnih šolah. Vir: Vzgoja in izobraževanje : revija za teoretična in praktična vprašanja vzgojno izobraževalnega dela. - ISSN 0350-5065 (27, št. 4, 1996, str. 15-17) COBISS.SI-ID - 66372096
- Plevnik, Tatjana, (2011). Razvrščanje izobrazb v Sloveniji v razmerju do mednarodnih referenčnih klasifikacijskih orodij. Vir: Sodobna pedagogika. - ISSN 0038-0474 (Letn. 62 = 128, št. 4, okt. 2011, str. 102-124). COBISS.SI-ID - 47894114
- Plevnik, Tatjana, (2004). Sistemi obveznega izobraževanja v evropskih državah. Vir: Preverjanje in ocenjevanje : specializirana strokovna pedagoška revija. - ISSN 1581-8446 (Letn. 1, št. 2/3, 2004, str. 19). COBISS.SI-ID - 4719646

### Uredila oziroma prevedla je mednarodne strokovne monografije:
- Naravoslovno izobraževanjev Evropi: nacionalne politike, prakse in raziskave (2012)
- Naravoslovno izobraževanje v Evropi: nacionalne politike, prakse in raziskave (2012)
- Matematično izobraževanje v Evropi: skupni izzivi in nacionalne politike (2012)
- Posodabljanje visokega šolstva v Evropi: financiranje in socialna razsežnost (2011)
- Razlike med spoloma pri izobraževalnih dosežkih: študija o položaju v Evropi in sprejetih ukrepih (2010)
- Nacionalno preverjanje znanja učencev v Evropi : namen, organiziranje in uporaba rezultatov (2010)
- Predšolska vzgoja in varstvo v Evropi: odpravljanje socialne in kulturne neenakosti (2009)
- Ravni avtonomije in odgovornosti učiteljev v Evropi : Eurydice - informacijsko omrežje o izobraževanju v Evropi (2008)
- Zagotavljanje kakovosti v izobraževanju učiteljev v Evropi (2008)
- Učiteljski poklic v Evropi : profil, trendi, hotenja. Poročilo 3, Delovne razmere in plačilo : nižje splošno sekundarno izobraževanje (2004)

## Nagrade in priznanja
- dobitnica Arsove lastovke za najboljšo kratko zgodbo Jablana (2023)
- ožji izbor natečaja Ars za najboljšo kratko zgodbo Déjà vu in Pripovedka o diamantnem svedru (2023)
- ožji izbor natečaja Ars za najboljšo kratko zgodbo Cici Mici in ruska ruleta (2017)
- finalni izbor AirBeletrine za najboljšo kratko zgodbo 57 poklonov družini očeta in mame (2022)
- ožji izbor AirBeletrine Espresso Vonj po ljubezni (2021)
- nagrada AirBeletrine za najboljšo kratko zgodbo Vaja v zgoščevanju (2020)
- druga nagrada AirBeletrine za najboljšo kratko zgodbo Kavelj 23 (2020)
- nagrada Sodobnost International za najboljšo kratko zgodbo Varuh (2021)
- nagrada LUD Literature za najboljšo božično zgodbo  Božični triptih v samskem domu (2020)
- prva nagrada Miren Kostanjevica – Korona ekspresija Šest lepih dni, ko smo se smejali (2020)
- priznanje in uvrstitev v ožji izbor Outsider Neizgovorjeno in Zadnja večerja (2017)